# Гадири, Асеф Байрам оглы
Асеф Байрам оглы Гадири (азерб. Qədiri Asəf Bayram oğlu; 17 августа 1984, Товуз, Азербайджанская ССР) — азербайджанский футболист. Выступал на позиции полузащитника.

## Биография
Родившийся в 1984 году в городе Товузе Асеф Гадири является воспитанником товузской школы футбола.

## Клубная карьера
Профессиональную карьеру футболиста начал в 2000 году в составе ФК «Туран» Товуз, ведущего борьбу в Премьер-Лиге Азербайджана. Проведя в составе родного клуба 9 дет, во время летнего трансферного окна 2009 года переходит в столичный «Нефтчи», с которым подписывает контракт на один год. Однако уже осенью того же года возвращается в «Туран».
Летом 2010 года заключает годичный контракт с другим клубом Премьер-Лиги - ФК «Габала».
В том же, 2010 году, отыграв пол сезона в составе «Габалы», переходит в гянджинский «Кяпаз», с которым Гадири подписывает контракт на полтора года. В декабре 2011 года клуб разрывает контракт с футболистом, после чего Асеф вновь возвращается в Товуз.
Выступал в составе товузцев под №19.

### Чемпионат
Статистика выступлений в чемпионате Азербайджана по сезонам:
| №  | Сезон       | Клуб     | Лига            | Игр | Голов |
| -- | ----------- | -------- | --------------- | --- | ----- |
| 1  | 2000 / 2001 | «Туран»  | Премьер-лига    | 1   | 0     |
| 2  | 2001 / 2002 | «Туран»  | Премьер-лига    | 9   | 0     |
| 3  | 2003 / 2004 | «Туран»  | Премьер-лига    | 5   | 0     |
| 4  | 2005 / 2006 | «Туран»  | Премьер-лига    | 13  | 1     |
| 5  | 2006 / 2007 | «Туран»  | Премьер-лига    | 20  | 2     |
| 6  | 2007 / 2008 | «Туран»  | Премьер-лига    | 15  | 3     |
| 7  | 2008 / 2009 | «Туран»  | Премьер-лига    | 18  | 1     |
| 8  | 2009 / 2010 | «Туран»  | Премьер-лига    | 26  | 0     |
| 9  | 2010 / 2011 | «Габала» | Премьер-лига    | 1   | 0     |
| 10 | 2010 / 2011 | «Кяпаз»  | Премьер-лига    | 4   | 0     |
| 11 | 2011 / 2012 | «Туран»  | Премьер-лига    | 5   | 0     |
| 12 | 2011 / 2012 | «Кяпаз»  | Премьер-лига    | 5   | 0     |
| 13 | 2012 / 2013 | «Туран»  | Премьер-лига    | 14  | 1     |
| 14 | 2013 / 2014 | «Туран»  | Первый Дивизион | ?   | 0     |
| 15 | 2014 / 2015 | «Туран»  | Первый Дивизион | ?   | ?     |
| 16 | 2015 / 2016 | «Туран»  | Первый Дивизион | ?   | ?     |

### Кубок
Статистика выступлений в Кубке Азербайджана по сезонам:
| № | Сезон       | Клуб     | Игр | В запасе | Голов |
| - | ----------- | -------- | --- | -------- | ----- |
| 1 | 2010 / 2011 | «Габала» | 1   | 0        | 0     |
| 2 | 2011 / 2012 | «Кяпаз»  | 0   | 1        | 0     |
| 3 | 2012 / 2013 | «Туран»  | 0   | 1        | 0     |